# Principali battaglie della Marina imperiale giapponese
La Marina imperiale giapponese, a volte chiamata impropriamente Flotta combinata dal prestigioso comando della flotta d'altura che comprendeva la gran parte delle sue unità, fu l'apparato militare navale dell'Impero giapponese dal 1869 fino al 1947, quando fu sciolta in seguito alla rinuncia del Giappone all'uso della forza come mezzo per la risoluzione di dispute internazionali. Negli anni venti fu la terza più grande marina militare del mondo dopo la statunitense United States Navy e la britannica Royal Navy.
Di seguito una lista delle principali battaglie in cui è stata coinvolta.

## Conflitti del XIX secolo e inizi XX secolo

### Guerra Boshin (1868-1869)
- Battaglia navale di Awa, 28 gennaio 1868.
- Battaglia navale di Miyako, marzo 1869.
- Battaglia navale di Hakodate, maggio 1869 (vittoria della Marina imperiale sui resti della marina dello Shōgun della Repubblica di Ezo.)

### Prima guerra sino-giapponese (1894-1895)
- Battaglia del fiume Yalu (importante vittoria navale sulla Cina)

### Guerra russo-giapponese (1904-1905)
- Battaglia di Port Arthur (1904, vittoria navale e terrestre sulla Russia)
- Battaglia del Mar Giallo (agosto 1904)
- Battaglia del Mare del Giappone (agosto 1904)
- Battaglia di Tsushima (maggio 1905, importante vittoria navale sulla Russia)

## Prima guerra mondiale
- Assedio di Tsingtao. Azioni navali contro gli interessi tedeschi in Estremo Oriente, in particolare la conquista della penisola di Tsingtao.
- Alcune navi vennero inviate nell'Oceano Atlantico e nel mar Mediterraneo per compiti di scorta in cooperazione con la Royal Navy. Nel Mediterraneo, prese base a Malta una flotta consistente nell'incrociatore corazzato Nisshin e otto dei più moderni cacciatorpediniere in dotazione, con al comando l'ammiraglio Satō Kōzō. La forza navale protesse efficacemente il traffico mercantile tra Marsiglia, Taranto e i porti in Egitto fino alla fine della guerra.
- Conquista degli ex possedimenti della Germania in Micronesia (le isole Marianne, tranne Guam, le isole Caroline e le isole Marshall).

## Periodo tra le guerre mondiali (1918-1941)

### Seconda guerra sino-giapponese (1937-1945)
Oltre al supporto alle operazioni dell'Esercito imperiale giapponese, la Marina imperiale portò a termine operazioni di sbarco impiegando il proprio contingente di truppe terrestri lungo le coste e i fiumi della Repubblica nazionalista cinese, l'Indocina francese e lungo il fiume Yangtze e i suoi affluenti. La Marina imperiale ha fornito gran parte del supporto aereo alle operazioni nei primi anni della guerra nella Cina centro-meridionale.
- Battaglia di Shanghai
- Battaglia di Beiping-Tianjin
- Battaglia di Nanchino
- Operazione Amoy
- Battaglia di Wuhan
- Operazione Canton
- Operazione di Hainan
- Battaglia di Nanchang
- Operazione Swatow
- Battaglia di Changsha (1939)
- Battaglia del Sud Guangxi
- Offensiva dell'inverno 1939-40
- Spedizione in Indocina
- Battaglia di Changsha (1941)
- Battaglia di Changsha (1942)

## Seconda guerra mondiale
- Attacco di Pearl Harbor (7 dicembre 1941, vittoria giapponese e distruzione della maggior parte delle navi della flotta della United States Navy -U.S.Navy- nell'Oceano Pacifico)
- Affondamento della Prince of Wales e della Repulse (10 dicembre 1941, netta vittoria giapponese e distruzione della Z force della Royal Navy )
- Battaglia dello Stretto di Makassar, (4 febbraio, 1942, vittoria giapponese contro la U.S.Navy e forze olandesi)
- Bombardamento di Darwin, (19 febbraio 1942, vittoria giapponese)
- Battaglia dello Stretto di Badung, (18–19 febbraio 1942, vittoria giapponese)
- Battaglia del Mare di Giava (27 febbraio 1942, netta vittoria giapponese contro l'American-British-Dutch-Australian Command)
- Battaglia dello Stretto della Sonda (28 febbraio-1º marzo 1942, netta vittoria giapponese)
- Incursione giapponese nell'Oceano Indiano, (31 marzo 1942, vittoria giapponese contro la Royal Navy e contro forze olandesi e australiane)
- Battaglia del Madagascar (maggio-novembre 1942, vittoria della Royal Navy contro la Francia di Vichy e un piccolo contingente di sottomarini giapponesi)
- Battaglia del Mar dei Coralli (maggio 1942, vittoria tattica giapponese, vittoria strategica della U.S.Navy)
- Battaglia delle Midway (4-6 giugno 1942, vittoria strategica della U.S.Navy, la Marina imperiale perde quattro portaerei mentre la U.S.Navy perde una portaerei)
- Battaglia dell'isola di Savo (9 agosto 1942, vittoria tattica giapponese, strategicamente non decisiva)
- Battaglia delle Salomone Orientali (24 agosto 1942, indecisa)
- Battaglia di Capo Speranza (ottobre 11 – 12, 1942, vittoria tattica della U.S.Navy, strategicamente non decisiva)
- Battaglia delle isole Santa Cruz (26 ottobre 1942, vittoria tattica giapponese)
- Battaglia navale di Guadalcanal (12 novembre 1942, limitata vittoria tattica della U.S.Navy, vittoria strategica statunitense)
- Battaglia di Tassafaronga (30 novembre 1942, vittoria tattica giapponese in una battaglia notturna)
- Battaglia del Mare di Bismarck (23 dicembre 1942, vittoria della U.S.Navy)
- Battaglia delle isole Komandorski (26 marzo 1943, vittoria tattica giapponese ma strategica statunitense)
- Battaglia della baia dell'imperatrice Augusta (1º novembre 1943, vittoria della U.S.Navy)
- Battaglia del Mare delle Filippine (19 giugno 1944, netta vittoria della U.S.Navy, la Marina imperiale perde tre portaerei)
- Battaglia del Golfo di Leyte (23 ottobre 1944, netta fondamentale della U.S.Navy, la Marina imperiale perde quattro portaerei mentre la U.S.Navy perde una portaerei)
- Operazione Ten-Go (7 aprile 1945, vittoria della U.S.Navy)
- Battaglia della Baia di Tokyo (22 luglio-23 luglio 1945, vittoria della U.S.Navy)